# 해피밀

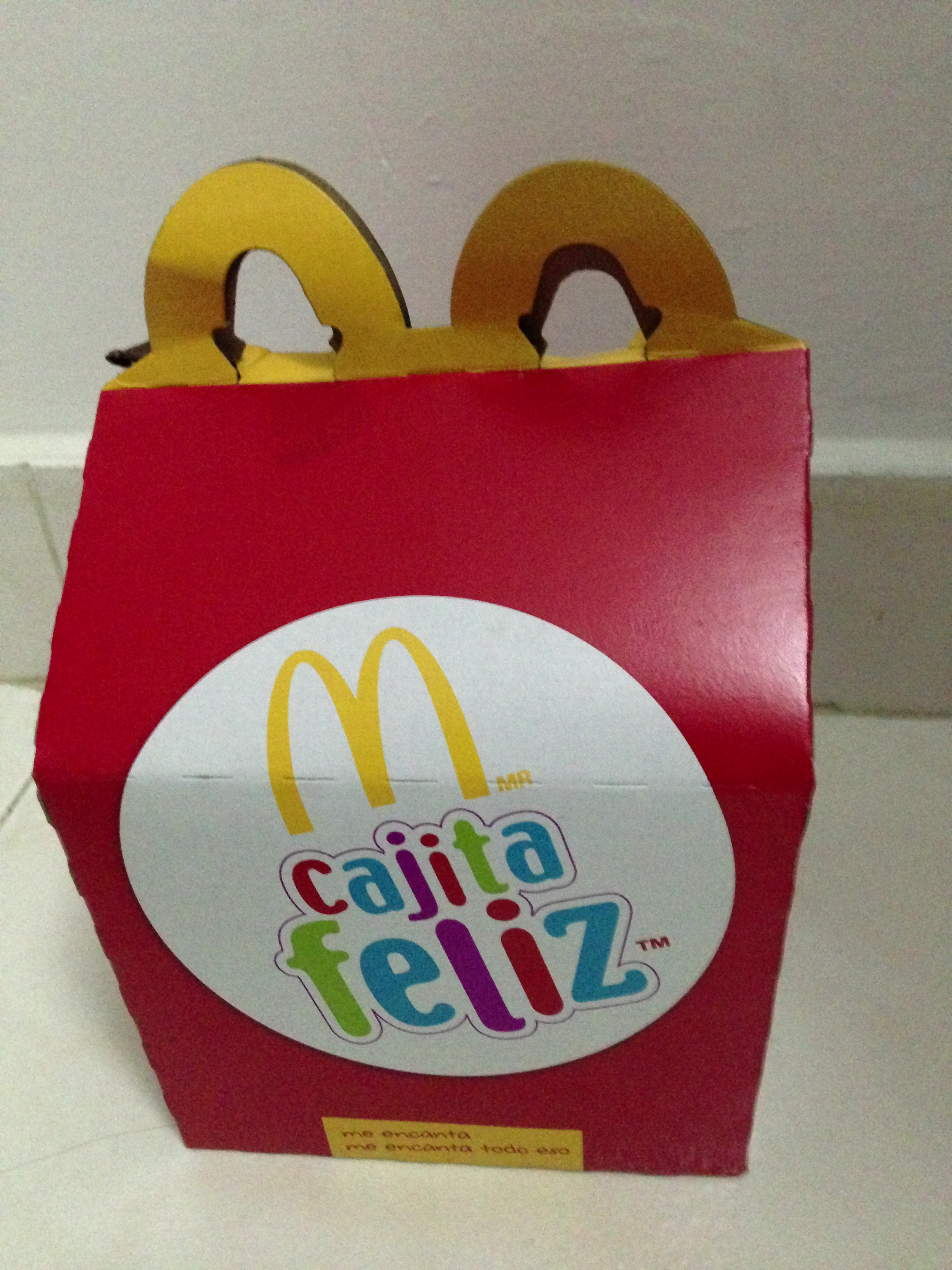
카지타 펠리즈 해피밀 박스

해피밀(Happy Meal)은 미국의 패스트 푸드 연쇄점 맥도날드에서 1979년 6월부터 판매되는 어린이 식사이다. 작은 장난감이나 책이 음식과 함께 제공되며, 둘 다 보통 노란색 스마일 얼굴과 맥도날드 로고가 있는 빨간색 판지 상자에 담겨 있다. 포장과 장난감은 기존 텔레비전 시리즈, 영화 또는 장난감 라인과의 마케팅 연계의 일부인 경우가 많다.

## 설명

2004년부터 2009년까지 (미국) 및 2020년까지 (영국) 사용된 해피밀 로고로, 영어로 쓰여 있다.

일본어 해피밀 로고. 텍스트는 가타카나로 "해피 세트"(Happī Setto)라고 쓰여 있다.

스페인어 해피밀 로고. 텍스트는 "작은 해피 박스"(라틴 아메리카)라고 쓰여 있다.

해피밀에는 메인 메뉴(햄버거, 치즈버거 또는 소량의 치킨 맥너겟), 사이드 메뉴(감자튀김, 사과 조각, 고-거트 튜브 또는 일부 지역에서는 샐러드) 및 음료(젖, 주스 또는 청량 음료)가 포함된다. 메뉴 선택은 국가마다 다르며 레스토랑의 규모에 따라 달라질 수 있다.
일부 국가에서는 "프라이 키드"라고 불리는 그릴드 치즈 샌드위치나 사과 조각, 미니 스낵 랩, 샐러드 또는 파스타와 같은 더 건강한 옵션이 하나 이상의 선택지로 포함되도록 선택지가 확장되었다.

## 역사
1970년대 중반, 욜란다 페르난데스 데 코피뇨는 남편과 함께 과테말라에서 맥도날드 레스토랑을 운영하기 시작했다. 그녀는 "메뉴 로날드"(Ronald menu)라고 불리는 것을 만들었는데, 이는 햄버거, 작은 감자튀김, 작은 선데를 제공하여 어머니들이 맥도날드 레스토랑에서 자녀에게 더 효과적으로 식사를 제공할 수 있도록 돕기 위함이었다. 이 개념은 결국 시카고의 맥도날드 경영진의 주목을 받게 되었다. 회사는 제품 개발을 밥 번스타인에게 맡겼고, 번스타인은 해피밀 아이디어를 떠올렸다.
1977년, 번스타인과 정기적으로 만나는 맥도날드 레스토랑 점주들은 아이들과 함께하는 가족을 위한 더 나은 식사 경험을 만들 방법을 찾고 있었다. 번스타인은 아이들이 부모의 음식을 조금씩 먹는 대신 자신만의 포장된 식사를 받을 수 있다면 모두가 더 행복할 것이라고 생각했다. 그는 종종 어린 아들이 아침 식탁에서 시리얼 상자의 다양한 항목들을 자세히 살펴보는 것을 보았고, "맥도날드를 위해 그렇게 하지 않을 이유가 무엇인가? 포장이 핵심이다!"라고 생각했다. 그런 다음 그는 자신의 크리에이티브 팀을 불러 맥도날드의 골든 아치를 손잡이로 한 도시락 통처럼 꾸민 종이 상자들을 만들게 했다. 그는 전국적으로 유명한 어린이 일러스트레이터들을 불러 상자의 측면과 상단을 예술에서 농담, 게임, 만화, 이야기, 판타지에 이르기까지 그들만의 다채로운 아이디어로 채울 수 있는 빈 공간을 제공했다. 아이들에게 어필할 만한 것이라면 무엇이든, 상자당 최소 8개 항목이었다. 상자 안에는 햄버거, 작은 감자튀김, 쿠키 한 봉지, 그리고 깜짝 선물이 들어있었다. 작은 음료도 이 품목들과 함께 제공되었다. 번스타인은 그것을 해피밀이라고 이름 붙였고, 1977년 10월 캔자스시티 시장에서 텔레비전 및 라디오 광고, 매장 내 포스터와 함께 성공적으로 출시되었다. 다른 시장들도 뒤를 따랐고 전국적인 출시는 1979년에 이루어졌다.

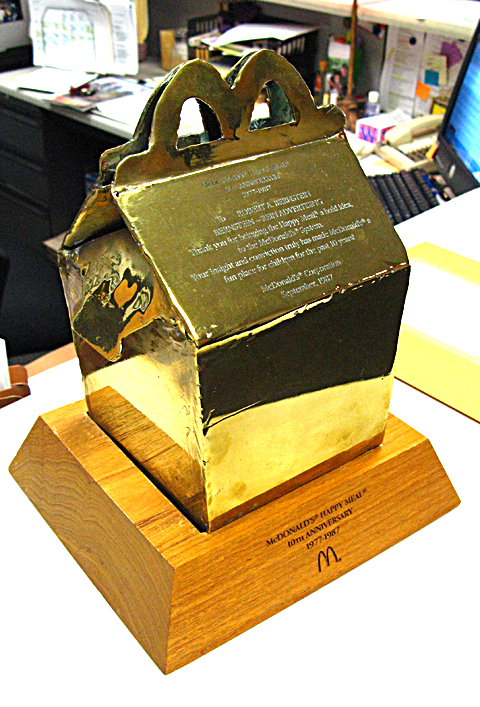
로버트 번스타인에게 해피밀 제작 공로를 인정하여 수여된 황금 해피밀

번스타인은 1977년에 자신의 아이디어에 대해 상표 #1136758 (일련 번호 #73148046)을 받았고, 1980년 6월 10일 자신의 고객인 맥도날드 코퍼레이션에 양도했다. 1987년 맥도날드 연례 마케팅 회의에서 그는 다음과 같은 문구가 새겨진 실물 크기의 황금 해피밀 상자 모형으로 자신의 업적을 인정받았다.
맥도날드 해피밀 10주년 1977-1987

로버트 A. 번스타인, 번스타인-라인 광고

맥도날드 시스템에 대담한 아이디어인 해피밀을 가져다주셔서 감사합니다.

당신의 통찰력과 신념은 지난 10년간 맥도날드를 아이들에게 즐거운 장소로 만들었습니다!

맥도날드 코퍼레이션

1987년 9월
종종 해피밀은 어린이 영화 또는 어린이 및 가족 지향 텔레비전 시리즈를 홍보하기 위해 테마를 정한다. 이러한 첫 번째 프로모션은 1979년 12월 스타 트렉 (영화)를 홍보한 "스타 트렉 식사"였다. 스타 트렉 식사에 사용된 포장은 영화와 관련된 다양한 이미지와 게임, 그리고 영화의 코믹 스트립 각색으로 구성되었다. 소비자들은 세트를 완성하기 위해 여러 식사를 구매해야 했다. 1982년, 맥도날드는 3세 미만의 어린이에게 위험할 수 있다는 이유로 플레이모빌 해피밀 장난감을 회수했다. 1992년, 맥도날드는 영화 배트맨 2에 대한 해피밀 장난감 라인을 철회했는데, 이는 부모들이 영화가 어린이에게 부적합하다는 불만을 제기한 후였다.
2011년 7월, 맥도날드는 사과 추가를 포함하여 해피밀을 더 건강하게 만들 계획을 발표했다. 재설계된 식사는 더 적은 양(1.1온스)의 감자튀김과 사과를 포함할 것이었다. 2013년 2월 4일, 맥도날드는 사순절에 맞춰 알래스카 명태 튀김(필레오피시에 사용된 것과 같은 생선)인 피시 맥바이트를 메인 메뉴로 추가할 것이라고 발표했다.
2014년, 맥도날드는 프랑스와 일부 해외 국가에서 2009년부터 존재했던 해피라는 이름의 마스코트를 미국 해피밀에 도입했다. 마스코트의 디자인이 너무 무섭다는 비판을 포함하여 반응은 엇갈렸다.

## 해피밀 장난감
해피밀이 어린이에게 작은 장난감을 제공하는 관행을 처음 도입한 것은 아니다. 1979년 해피밀이 출시되었을 때, 장난감은 맥두들 스텐실, 맥리스트 지갑, ID 팔찌, 퍼즐 자물쇠, 팽이 또는 맥도날드랜드 캐릭터 모양의 지우개였다. 캐나다에서는 해피밀 이전의 프로모션이 "이 주의 선물"이라고 불렸는데, 매주 다른 장난감을 요청 시 무료로 받을 수 있었다. 이 프로모션은 1979년 해피밀이 도입된 후에도 계속되었으며, 최근 몇 년 동안 해피밀 장난감은 점점 더 정교해졌다. 처음에는 원반 장난감이나 공과 같은 저렴한 품목이었지만, 점차적으로 기존 TV 시리즈, 영화, 비디오 게임 또는 장난감 라인과 연계된 점점 더 정교한 장난감으로 대체되었다.
해피밀 장난감은 2세 이상용으로 설계되었으며, 유아용 장난감은 3세 이하를 대상으로 한다.

### 금지
2010년 11월 2일, 샌프란시스코 감독위원회는 식당에서 판매되는 어린이 식사가 장난감과 함께 판매되기 전에 특정 영양 기준을 충족해야 한다는 법을 통과시켰다. 미국의 소아 비만 증가에 부분적으로 기여한 이 법은 600칼로리 미만, 나트륨 640밀리그램 미만, 과일 및 채소 포함, 과도한 지방이나 설탕이 없는 음료를 포함하는 어린이 식사에 장난감을 포함할 수 있도록 허용한다. 이 위원회는 2010년 11월 23일 개빈 뉴섬 시장의 거부권을 뒤집고 이 법을 통과시켰다. 이 법은 풍자 뉴스 프로그램인 더 데일리 쇼에서 조롱당했다. 맥도날드는 장난감에 10센트를 부과함으로써 이 금지령을 우회했다.
캘리포니아에서 해피밀 장난감을 금지하려는 집단 소송이 2010년에 제기되었다. 이 소송은 2012년 4월에 기각되었다.
칠레에서는 비만 예방을 위한 2012년 법률에 따라 해피밀과 다른 패스트푸드 체인의 어린이 식사에 더 이상 무료 장난감이 포함되지 않는다.

## 성인용 버전

### 2004년 액티브 핏 해피밀
해피밀의 성인용 버전은 2004년 맥도날드의 "액티브 핏" 해피밀로 출시되었다. 성인용 식사는 특별한 성인 사이즈 해피밀 상자에 담겨 나왔고, 물 한 병, 샐러드, 운동 책자, 그리고 "만보계"가 포함되었다.

### 2022년 캑터스 플랜트 플리 마켓 협업
2022년, 해피밀의 성인용 버전이 패션 브랜드 캑터스 플랜트 플리 마켓과의 기간 한정 협업으로 출시되었다. 이 식사는 일반적인 빅맥 또는 치킨 맥너겟 콤보 식사를 포함하며, 브랜드 마스코트인 캑터스 버디 또는 맥도날드랜드 캐릭터인 그리마스, 버디, 햄버글러의 네 눈 변형 수집용 장난감이 함께 제공된다.

### 2023년 커윈 프로스트 협업
2022년 프로모션의 성공에 이어, 맥도날드는 다음 해에도 또 다른 성인용 해피밀 프로모션을 시작했는데, 이번에는 엔터테이너 커윈 프로스트와 협력했다. 2023년 버전은 프로스트가 업데이트한 디자인의 맥너겟 버디 피규어와 함께 동일한 식사 선택지를 제공한다.

## 메뉴
- 메뉴1[26]
  - 불고기 버거
  - 햄버거
  - 맥너겟
  - 에그 맥머핀 (맥모닝)
  - 팬케이크 (맥모닝)
- 메뉴2
  - 프렌치 프라이
  - 딸기 코코넛 푸딩
  - 해쉬 브라운 (맥모닝)
- 메뉴3
  - 생수
  - 오렌지 주스
- 메뉴 4
  - 장난감중 택 1[27]

로 고를 수 있으며, 메뉴는 국가마다 차이가 있다.

## 주목할 만한 마케팅 연계
부분 목록.
- 배트맨 자동차 피규어
- 디즈니
  - 라이온 킹
  - 신데렐라
  - 겨울왕국 II
  - 인어공주
  - 라이온 킹
  - 미키 마우스
  - 포카혼타스
  - 백설 공주
- 가필드 차량
- 핫 휠 (컬렉션)
- 마블스 영화 (컬렉션)
- 마이 리틀 포니 (컬렉션)
- 머펫 베이비즈
- 플레이도 (해즈브로)
- 로블록스
  - 입양하세요! (컬렉션)
  - 펫 시뮬레이터 (컬렉션)
- 티니 비니 베이비즈 (컬렉션)
- 스퀴시멜로 서프라이즈 (컬렉션)

## 같이 보기
- 맥도날드